# عيادات الإقلاع عن التدخين في الهند
عيادة الإقلاع عن التدخين هي مبادرة من منظمة الصحة العالمية ووزارة الصحة في الهند.بدأت الأنشطة المتعلقة بإقلاع التدخين رسميًا مع افتتاح13عيادة للإقلاع عن التدخين في أناند، بوبال، بنغالور، شانديغار، تشيناي، كوتاك، دلهي، غوا، جايبور، لكهنؤ، مومباي، وباتنا في عام 2002. تغير اسم العيادات في عام 2005 إلى مراكز إقلاع التدخين. أنشئت خمسة مراكز أخرى للإقلاع عن التدخين في ميزورام، غواهاتي، كلكتا، حيدر أباد وثيروفانانثابورام، مما يجعل إجمالي عدد المراكز 18.
تشمل الخدمات المقدمة في العيادة التدخل الفردي على شكل مشورة سلوكية، والأدوية، والعلاج ببدائل النيكوتين.تهدف المراكز أيضا إلى خلق الوعي بين عامة الناس حول الآثار السلبية للتبغ وحول الإقلاع عن التدخين من خلال برامج التوعية، والبرامج التدريبية حول الإقلاع عن التدخين لمختلف الفئات المهنية، وكتيبات المعلومات الموجهة لفئات معينة من السكان.
مركز موارد عيادة الإقلاع عن التدخين(TCCRC)، الذي يعمل في المعهد الوطني للصحة العقلية وعلوم الأعصاب(NIMHANS)، الموجود في بنغالور، هو مركز التنسيق الوطني لجميع مراكز الإقلاع عن التدخين.يدير المركز الموجود في بنغالور عيادة خارجية مرتين في الأسبوع(أيام السبت والاثنين)في قسم العمليات الجراحية للتخلص من الإدمان في NIMHANS.

## المواقع
| المركز                                                                 | المكان           | الولاية            |
| ---------------------------------------------------------------------- | ---------------- | ------------------ |
| مستشفى شري كريشنا وكلية PSM                                            | أناند            | كجرات              |
| المعهد الوطني للصحة العقلية وعلم الأعصاب (NIMHANS)                     | بنغالور          | كارناتاكا          |
| مستشفى جواهر لال نهرو للسرطان ومركز الأبحاث                            | بوبال            | مدهيا برديش        |
| معهد الدراسات العليا للتعليم الطبي والبحوث(PGIMER)                     | شانديغار         | شانديغار           |
| معهد السرطان(معهد أديار للسرطان)                                       | تشيناي           | تاميل نادو         |
| مركز أشاريا هاريهار الإقليمي للسرطان                                   | كوتاك            | أوريسا             |
| Iمعهد السلوك البشري والعلوم المرتبطة به(IHBAS)                         | حديقة دلشاد      | دلهي               |
| معهد فالابهبهاي باتيل للصدر                                            | جامعة دلهي       | دلهي               |
| مستشفى فيديا                                                           | باناجي           | غوا                |
| مستشفى بهاجوان مهافير للسرطان ومركز الأبحاث                            | جايبور           | راجستان            |
| كلية الملك جورج الطبية                                                 | لكهنؤ            | ولاية اوتار براديش |
| مركز تاتا التذكاري                                                     | مومباي           | ماهاراشترا         |
| معهد أنديرا غاندي لأمراض القلب                                         | باتنا            | بيهار              |
| مديرية المستشفيات والتعليم الطبي                                       | ايسوال           | ميزورام            |
| معهد الدكتور بوبانسوار بورواه للسرطان (المعهد الإقليمي للعلاج والبحوث) | غواهاتي          | اسام               |
| معهد MNJ للأورام والمركز الإقليمي للسرطان                              | حيدر أباد        | تيلانجانا          |
| معهد شيتارانجان الوطني للسرطان                                         | كلكتا            | البنغال الغربية    |
| مركز السرطان الإقليمي، ثيروفانانثابورام                                | ثيروفانانثابورام | كيرلا              |

## الوصلات الخارجية
- معهد السرطان(معهد أديار للسرطان)، تشيناي.
- المعهد الوطني للصحة العقلية وعلم الأعصاب(نيمهانس)، بنغالور، نسخة محفوظة 2011-09-26 على موقع واي باك مشين.
- معهد فالابهبهاي باتيل للصدر، دلهي نسخة محفوظة 2 أبريل 2007 على موقع واي باك مشين..
- مركز السرطان الإقليمي، ثيروفانانثابورام.
- مستشفى جواهر لال نهرو للسرطان ومركز الأبحاث إدجاه هيلز، بوبال. نسخة محفوظة 9 يونيو 2017 على موقع واي باك مشين.
- معهد كيرالا للإقلاع عن التدخين.[وصلة مكسورة]